# Isabel Cuchí Coll
Isabel Cuchí Coll (28 de marzo de 1904- 22 de diciembre de 1993) fue una escritora, poeta, periodista, y profesora puertorriqueña; fue directora de la "Sociedad de Autores Puertorriqueños". Provenía de una familia de portorriqueños historiadores y políticos.

## Biografía
Cuchí Coll fue una de seis hermanos nacidos de Luisa Coll y Cuchí (hija de Cayetano Coll y Toste) y de Luis Cuchí Arnau, de Arecibo, Puerto Rico.
Estudió periodismo después de completar su educación formal primaria y media. En los 1920s, Cuchi Coll se mudó a la ciudad de Nueva York con sus padres y residieron en la Calle West 84, de Manhattan. Después de que su padre murió, ella, sus hermanos Luis, Víctor, Enrique, y sus hermanas Margarita y Conchita fueron criados por su madre.

## Sociedad de Autores Puertorriqueños
A principios de la década de 1930, Cuchí Coll regresó a Puerto Rico y comenzó su carrera como periodista en la revista "Puerto Rico Ilustrado". Como escritora, también colaboró con otros foros de comunicación.
En enero de 1937, Cuchí Coll entrevistó a Agustín Barrios Mangoré (Agustín llega por primera vez a la isla caribeña y es recibido por la prensa, artistas y la élite de la sociedad): un guitarrista paraguayo durante el concierto "”La Momia del Cacique" presentó en el Teatro Paramount de San Juan. La entrevista fue publicada en la revista "Puerto Rico Ilustrado" con una foto inédita, de Barrios Mangoré vestido como el Cacique Mangoré, dedicándola a Cuchí Coll. La entrevista, que fue recuperada hace poco, es considerada muy importante históricamente por las autoridades de Paraguay, ya que es la única publicación sobre el artista, que se conoce en lo referente a la leyenda del Cacique momificado.

Entre otras escenas, Isabel escribió:  “San Juan ha servido de cuna a una de sus más bellas composiciones: “La Momia del Cacique”, trozo musical engendrado en una de nuestras templadas noches tropicales, que inspirara a la mente del compositor, el construir esta leyenda india sobre un episodio de la Conquista. “…guardaba el Fuerte de Santi Spiritus el capitán español Sebastián Hurtado, a quien acompañaban 40 soldados y su mujer Lucía Miranda, una española bellísima. El Cacique Mangoré, jefe de las tribus de la Comarca, se apasionó perdidamente de la esposa de Hurtado, de Lucía Miranda…, a quien intentó requerir de amores sin conseguirlo. Entonces formó el diabólico plan de conquistarla por la violencia, para la cual se unió a sus soldados y atacó al fortín. Hurtado sucumbió atravesado por los flechazos y Lucía Miranda fue quemada viva… Cuenta la leyenda india que es fama que las tribus guaraníes, en premio al egoísmo indómito del Cacique Mangoré momificaron el cadáver del Cacique… Y fama es también que la noche del 3 de febrero, Día de San Blas, patrono del Paraguay, y en cuya noche tuvo lugar el sangriento episodio, existe la superstición india de que la Momia del Cacique cobra vida…”.

Cuchí Coll fue designada directora de la "Sociedad de Autores Puertorriqueños". Bajo su cargo de directora, ayudó a promover los trabajos escritos de varios autores puertorriqueños. En 1972, publicó algunas de las obras de su abuelo, Cayetano Coll y Toste incluyendo por ej. "Historia de la esclavitud en Puerto Rico (información y documentos)". También publicó en 1970: "Dos Poetisas de América: Clara Lair y Julia de Burgos".

## Algunas publicaciones
Entre sus obras escritas en castellano, están las siguientes:
- El sexto sentido: novelas cortas. Editor I. Cuchí, 153 pp. (1986)

- La espera. 540 pp. (1984)

- Narraciones históricas. Con Cayetano Coll y Toste. Edición ilustrada de Editorial Cultural, 212 pp. (1976)

- Un patriota y un pirata. 34 pp. (1973)

- La poetisa de los tristes destinos: Alfonsina Storni. 13 pp. (1973)

- Mi periodismo: trayectoria periodística. Editor Cultural Venezolana, 247 pp. ISBN 84-399-1405-9, ISBN 978-84-399-1405-1 (1973)

- "Historia de la esclavitud en Puerto Rico (información y documentos)". Cayetano Coll y Toste (autor), Isabel Cuchí Coll (editora) Editor Sociedad de Autores Puertorriqueños. ASIN: B0030P6XNK (1972)

- El seminarista: comedia dramática en dos actos. Editor Manuel Pareja, 85 pp. (1971)

- 3 [i.e. Tres] novelas cortas: 3 piezas teatrales. Literatura hispanoamericana del siglo XX. Compiladores Homero Castillo, Audrey G. Castillo. Editor Holt, Rinehart & Winston, 243 pp. (1970)

- Puertorriqueños ilustres: segunda selección. Recopilación de Isabel Cuchí Coll. Editor I. Cuchí Coll y Tall. Gráf. de Editorial Vasco Americana. 372 pp. (1966)

- "La Novia del Estudiante". Editor Rumbos, 98 pp. (1965)

- "Mujer". Ed. Imprenta Aleu, San Juan de Puerto Rico; ASIN: B00525T1N0 (1945)

- (drama) "La Familia de Justo Malgenio. 121 pp. (1961)[3]

- "Oro Nativo: colección de semblanzas puertorriqueñas contemporáneas". Editor Imp. Venezuela, 125 pp. (1936)

- "Del Madrid Literario". Editor Imprenta Venezuela, 80 pp. (1933)

### En inglés
- "The Student's Sweetheart" (drama en tres actos); 1973; ASIN: B001IPBBIQ

- "La familia de Justo Malgenio (tres actos en comedia): Puertorriqueños en Nueva York" ISBN 84-399-1997-2; ISBN 978-84-399-1997-1 (1974)

- "My Puertorrican Poppa (A Comedy in Three Acts) [Puerto Rican]". 111 pp. Jean H De Porrata (traductor) SIN: B000M3E1L4 (1974)

## Miembros de la familia
Su abuelo el Dr. Cayetano Coll y Toste (1850–1930), fue un historiador y escritor. Su tío José Coll y Cuchí fue el fundador del Partido Nacionalista de Puerto Rico, y otro tío Cayetano Coll y Cuchí, fue Presidente de la Cámara de Representantes de Puerto Rico. Su primo hermano (hija de José) Edna Coll fue una educadora y autora que fundó la Academia de Bellas Artes de Puerto Rico. Su sobrino segundo (hijo de Edna), José "Fufi" Santori Coll fue jugador de baloncesto en la BSN, entrenador y comentarista deportivo de televisión.

## Últimos años
En sus últimos años, contribuyó al programa de promoción del Instituto de Cultura Puertorriqueña. El 22 de diciembre de 1993, Cuchí Coll falleció en San Juan, Puerto Rico.